# Leola (Wisconsin)
Leola es un pueblo ubicado en el condado de Adams en el estado estadounidense de Wisconsin. En el Censo de 2010 tenía una población de 308 habitantes y una densidad poblacional de 3,19 personas por km².

## Geografía
Leola se encuentra ubicado en las coordenadas 44°12′11″N 89°40′5″O / 44.20306, -89.66806. Según la Oficina del Censo de los Estados Unidos, Leola tiene una superficie total de 96.62 km², de la cual 96.55 km² corresponden a tierra firme y (0.08%) 0.07 km² es agua.

## Demografía
Según el censo de 2010, había 308 personas residiendo en Leola. La densidad de población era de 3,19 hab./km². De los 308 habitantes, Leola estaba compuesto por el 98.05% blancos, el 0% eran afroamericanos, el 0.32% eran amerindios, el 0% eran asiáticos, el 0% eran isleños del Pacífico, el 1.62% eran de otras razas y el 0% pertenecían a dos o más razas. Del total de la población el 4.22% eran hispanos o latinos de cualquier raza.